# Molokadoum
Molokadoum, également appelé Molokadoun, est une commune rurale située dans le département de Satiri de la province du Houet dans la région des Hauts-Bassins au Burkina Faso.

## Géographie
Molokadoum est situé à 2 km à l'est de Fina.

## Éducation et santé
Le centre de soins le plus proche de Molokadoum est le centre de santé et de promotion sociale (CSPS) de Fina.